# Яремчук, Дмитрий Онуфриевич
Дми́трий Ону́фриевич Яремчу́к (1914—1955) — участник Великой Отечественной войны, командир роты 203-го танкового батальона 89-й танковой бригады 1-го танкового корпуса 1-го Прибалтийского фронта, Герой Советского Союза.

## Биография
Родился 24 октября (6 ноября) 1914 года в селе Станиславчик Балтского уезда Подольской губернии, в семье крестьянина. Украинец. Окончил 7 классов, в 1933 году — педагогические курсы. Работал заведующим складом на гидроэлектростанции в Кедском районе Аджарской АССР (ныне республика Аджария).
В Красной армии с 23 июня 1941 года. В 1942 году окончил Сухумское военное пехотное училище. Служил командиром миномётного взвода в 51-м укрепрайоне (УР) Закавказского фронта. В июле-октябре 1943 года служил в 6-й учебной офицерской бригаде в городе Горьком. В 1944 году окончил Ленинградскую высшую офицерскую бронетанковую школу.
На фронтах Великой Отечественной войны с 2 августа 1944 года. Воевал командиром роты танков Т-34 на 1-м Прибалтийском, 3-м Белорусском фронтах, в Земландской оперативной группе войск. Член ВКП(б) с 1944 года. В боях 1 раз ранен.
Участвовал:
- в боях в Прибалтике в районе городов Куршенай, Круопяй, Добеле, в Мемельской операции и боях за города Кельмы, Шиббен — в 1944 году;
- в Инстенбургско-Кёнигсбергской и Земландской операциях, в том числе в форсировании рек Инстер, Прегель, Дайме и в освобождении городов Грюнвальде, Таплаккен, Тапиау (Гвардейск), Инстербург (Черняховск), Домштау, Хуссинен, Прейсиш-Эйлау (Багратионовск), Фишхаузен (Приморск) — в 1945 году.

Командир танковой роты 89-й танковой бригады лейтенант Яремчук 6 октября 1944 года с 2-я танками захватил и 12 часов удерживал до подхода главных сил бригады мост через реку Крожента в местечке Кельмы (Кельме, Литва).

Один из отрядов 13-го гвардейского стрелкового корпуса генерала А. И. Лопатина должен был захватить мост через реку Крожента. 50 стрелков и 6 танков под общим командованием лейтенанта Д. О. Яремчука ночью внезапно ворвались в расположение противника в 800 метрах юго-восточнее города. В ожесточенном бою гвардейцы захватили две противотанковые батареи, прикрывавшие мост.20 автоматчиков на двух танках стремительно прорвались к 100-тонному железобетонному мосту. Завязалась горячая схватка с охраной, в составе которой были и сапёры, подготовившие мост к взрыву. Каждую секунду он мог взлететь на воздух.

Так и случилось бы, не окажись в числе автоматчиков сорокашестилетний участник гражданской войны сапёр Артём Михайлович Плысенко с четырьмя юными товарищами. Пока шел бой с охраной, они рассыпались по мосту с целью обезвреживания взрывчатки. Плысенко удалось буквально на мгновение упредить взврыв, а в это время два танка под командованием лейтенанта В. В. Князева, проскочив мост, врезались в ночной тьме в колонну артиллерии, спешившую улизнуть в тыл. Они так старательно проутюжили дорогу, что на ней осталось лишь 5 искорёженных тягачей, и 9 пушек, 4 миномёта, 4 зенитные установки и около 50 трупов. Д. О. Яремчук, А. М. Плысенко и В. В. Князев удостоились звания Героя Советского Союза.
— Герой Советского Союза  Маршал Советского Союза   Баграмян И.Х.  Так  шли мы к победе. -  М: Воениздат, 1977.- С.452.
Указом Президиума Верховного Совета СССР от 24 марта 1945 года «за образцовое выполнение боевых заданий командования на фронте борьбы с немецко-фашистскими захватчиками и проявленные при этом мужество и героизм» лейтенанту Яремчуку Дмитрию Онуфриевичу присвоено звание Героя Советского Союза с вручением ордена Ленина и медали «Золотая Звезда» (№ 5018).
В 1945—1949 годах учился на командном факультете Военной академии бронетанковых и механизированных войск имени И. В. Сталина. В октябре 1949 — августе 1954 годов служил в 8-й механизированной дивизии Белорусского военного округа на должностях заместителя начальника штаба по оперативной работе 95-го тяжёлого танко-самоходного полка, заместителя командира 97-го мотоциклетного батальона, командира 97-го разведывательного батальона. С августа 1954 года служил офицером 1-го отделения отдела боевой подготовки штаба Воронежского военного округа.
22 августа 1955 года покончил жизнь самоубийством (повесился).

## Награды
- Медаль «Золотая Звезда» Героя Советского Союза;
- орден Ленина (24.3.1945);
- орден Отечественной войны II степени (2.6.1945);
- орден Красной Звезды (20.5.1945; был представлен к ордену Отечественной войны II степени);
- медали.